# Steinberg-Deckenhardt
Steinberg-Deckenhardt ist ein Ortsteil der Gemeinde Oberthal (Saar) im Kreis St. Wendel im Saarland.

## Geschichte
In den beiden Ortsnamen stecken örtliche Gegebenheiten, wie sie die Vorfahren aus Steinberg-Deckenhardt vorfanden. Vulkanisches Geröll bedeckt die Hänge des Steinmar. Das „mar“ im heutigen Namen des Berges bedeutet nichts anderes als „berg“. So kommt von „berisch“, das später zu „merisch“ abgeschliffen wurde und sowohl im mundartlichen „Steinmerisch“ als auch im benachbarten „Mommerisch“ (Momberg) enthalten ist. Aus altgermanischen Wörtern setzt sich Deckenhardt zusammen. „Hardt“ ist eine häufig gebrauchte Bezeichnung für Bergwald (Hardt, Harz, Spessart). „Dicke“ bedeutet sowohl „dicht“ wie auch „fett“. Weil Bergwälder von unseren Vorfahren gerne als Weiden für Schweine benutzt wurden, kann Deckenhardt entweder mit „dichten Bergwald“ oder „fette Waldweide“ übersetzt werden. Wer die Hahnenkräh und den Silbersberg kennt, weiß, wie naheliegend diese Deutungen sind.
Besiedelungsspuren findet man bis in die Jungsteinzeit, wofür ein geschliffenes, spitznackiges Steinbeil zeugt. Die Spuren setzen sich über Keltengräber bis zu Funden aus der Römerzeit fort. Als das Römische Reich zerfiel, drangen die Franken in das Gebiet um Steinberg-Deckenhardt ein. Die Region wurde ein Geschenk des fränkischen Königs an den fränkischen Edelen Adalgisel Grimo, der das Gut in seinem Testament aus dem Jahr 634 dem Bischof Paulus von Verdun vermachte.
Die erste urkundliche Erwähnung ist am 2. März 1354, als Heinrich von Veldenz Ersatz für Kriegsverluste vom Erzbischof Boemund von Trier forderte. Immerhin wohnten 12 abgabepflichtige Untertanen mit ihren Familien in den beiden Orten. 1444 starb mit Friedrich III. von Veldenz die Grafenfamilie in männlicher Linie aus. Anna von Veldenz, die Tochter von Friedrich, brachte ihrem Gemahl dem Pfalzgrafen Stephan von Zweibrücken das Erbe zu.
Hinzu kam noch das Dorf Niedermeß, südwestlich von Steinberg, das 1507 noch im Weistum von Wolfersweiler genannt, 1600 aber bereits als „Niedermeß die alte Dorfstatt“ bezeichnet wird, also wohl schon verlassen war.
Von 1817 bis 1937 gehörten Steinberg und Deckenhardt als selbständige Gemeinden zum oldenburgischen Fürstentum Birkenfeld.
Am 1. Januar 1974 wurde Steinberg-Deckenhardt in die Gemeinde Oberthal eingegliedert.